# روبن بيندر
روبن بيندر (بالألمانية: Robin Binder)‏ (6 أكتوبر 1994 في ألمانيا - ) هو لاعب كرة قدم ألماني في مركز الوسط. لعب مع SG Sonnenhof Großaspach ‏.

## وصلات خارجية
- روبن بيندر على موقع قاعدة بيانات كرة القدم.إي يو (الإنجليزية)
- روبن بيندر على موقع عالم كرة القدم.نت (الإنجليزية)